# Стела Камерън
Стела Камерън (на английски: Stella Cameron) е американска писателка на бестселъри в жанровете съвременен, исторически и паранормален любовен роман и романтичен трилър. Писала е и под общите псевдоними: като Алисия Брандън (на английски: Alicia Brandon) – в съавторство с Линда Райс, и като Джейн Уърт Абът (на английски: Jane Worth Abbott) – в съавторство с Вирджиния Майърс.

## Биография и творчество
Стела Камерън е родена на 5 декември 1943 г. в Уеймът, Дорсет, Англия. Израства в родния си град. Като девойка „поглъща“ ненаситно всички видове литература, защото обича да се забавлява като се потопява в техния свят. Особено харесва историческата романтика и книгите на съвременните автори като Сюзан Симс, Джейн Ан Кренц, Ан Максуел, Ан Тайлър и Анита Брукнър.
След гимназията работи като редактор на „Харли Стрийт“ в Лондон. На едно парти среща бъдещият си съпруг Джералд Камерън, който е офицер от Военновъздушните сили на САЩ, и който я кани на мексикански танц. През студената зима годеникът ѝ се грижи за нея и тя решава, че това е мъжа на живота ѝ. Двамата сключват брак и се установяват в САЩ в щата Вашингтон. Имат син и две дъщери – Матю, Стел и Клер. Там тя се занимава с отглеждане на децата и понякога пише за собствено удоволствие.
През 1980 г. Стела Камерън решава да пише професионално и е подкрепена от съпруга си. Децата са все още малки, но най-малкото е вече в детската градина и тя има повече свободно време. За постигане на целта си тя се записва в курс по творческо писане в местния колеж в продължение на една година. Купува си и пишеща машина. Курсът ѝ дава увереност, умения и мотивация да продължи.
Първият ръкопис ѝ отнема над две години да го напише и да го продаде на издателите. Романът „Love Beyond Question“ излиза през 1985 г. Първоначално пише заедно с колежките си Линда Райс и Вирджиния Майърс, като публикуват книгите си под псевдоними.
В началото на своята писателска кариера Камерън пише съвременни любовни романи, а след това се насочва към историческия романс и романтичния трилър, а и към паранормалния романс. Произведенията ѝ са често в списъците на бестселърите на „Ню Йорк Таймс“ и „Вашингтон Пост“. През 1995 г. е удостоена от списание „Romantic Times“ с награда за цялостно творчество за своите романтични трилъри, а през 1998 г. романът ѝ „French Quarter“ печели наградата за най-добър романтичен трилър на годината.
Стела Камерън живее в Къркланд, част от мегаполиса на Сиатъл, щат Вашингтон. Обича да се занимава с градината, домашните любимци, и да пътува. Макар климатът тук да е подобен на този в Англия тя все още има носталгия по родния си край.

## Произведения

### Самостоятелни романи
- Love Beyond Question (1985) – под псевдонима Алисия Брандън
- Moontide (1985)
- Full Circle (1986) – под псевдонима Алисия Брандън
- All That Sparkles (1986)
- Some Die Telling (1988)
- A Party for Two (1988)
- The Message (1988)
- Once and for Always (1988) – издаден и като „The Road Home“
- A Death in the House (1989)
- Friends (1989)
- The Late Gentleman (1989)
- Risks (1990)
- Mirror, Mirror (1991)
- An Angel in Time (1991)
- A Man for Easter (1992)
- Mad about the Man (1992)
- Ангелът и грехът, Breathless (1994)
- Pure Delights (1995)
- Dear Stranger (1997)
- Wait for Me (1997)
- The Best Revenge (1998)
- Finding Ian (2001)
- Tell Me Why (2001)
- Courage My Love (2003) – в съавторство с Фей Робинсън
- Shadows (2011)
- Love Is Where You Find It (2014)

### Серия „Макграт“ (McGrath) – под псевдонима Джейн Уърт Абът
1. Faces of a Clown (1985)
2. Choices (1986)
3. Yes Is Forever (1987)

### Серия „Аби / Ник“ (Abby / Nick)
1. No Stranger (1987)
2. Second to None (1987)

### Серия „Подводни течения“ (Undercurrents)
1. Undercurrents (1991)
2. Snow Angels (1991)

### Серия „Докосване“ (Touch)
1. Only by Your Touch (1992)
2. Само твоето докосване (изд. и като „Магическо докосване“), His Magic Touch (1993)

### Серия „Семейство Росмара“ (Rossmara Family)
1. Fascination (1993)
2. Омагьосана, Charmed (1995)
3. Bride (1995)
4. Beloved (1996)
5. The Wish Club (1998)

### Серия „Военноморски тюлени“ (Navy SEALs)
1. Sheer Pleasures (1995)
2. True Bliss (1996)
3. Guilty Pleasures (1997)
4. We Do (2001) – в сборника „Married in Spring“

### Серия „Байю“ (Bayou)
1. French Quarter (1998) – награда за най-добър романтичен трилър
2. Cold Day in July (2002)
3. Kiss Them Goodbye (2003)
4. Now You See Him (2004)
5. A Grave Mistake (2005)
6. Body of Evidence (2006)
7. A Marked Man (2006)
8. Target (2007)
9. A Cold Day In Hell (2007)
10. Cypress Nights (2008)

### Серия „Талон и Флин – полиция Ню Орлиънс“ (Talon and Flynn – New Orleans PD)
1. Key West (1998)
2. Glass Houses (2000)

### Серия „Площад Мейфеър“ (Mayfair Square)
1. More and More (1999)
2. All Smiles (2000)
3. 7b (2001)
4. The Orphan (2002)
5. About Adam (2003)

### Серия „Братята Елиът“ (Elliot Brothers)
1. A Useful Affair (2004)
2. Testing Miss Toogood (2005)

### Серия „Съдът на ангелите“ (Court of Angels)
1. Out of Body (2010)
2. Out of Mind (2010)
3. Out of Sight (2010)

### Серия „Чимни Рок“ (Chimney Rock)
1. Darkness Bound (2012)
2. Darkness Bred (2013)

### Серия „Загадките на Алекс Дюгинс“ (Alex Duggins Mystery)
1. Cold (2013) – издаден и като „Folly“
2. Out Comes the Evil (2015)
3. Melody of Murder (2016)
4. Lies that Bind (2017)

### Новели
- Bargain Bride (2011)
- The Greatest Gift (2011)

### Сборници
- A Christmas Collection (1992) – с Лорета Чейс, Джоан Хол и Линда Лейл Милър
- Nine Months (1993) – с Пени Джордан и Джанис Кайзър
- To Love and to Honor (1993) – с Джудит Френч, Линда Лейл Милър и Ан Стюарт
- Summer Love (1997) – с Джил Мари Ландис, Ан Стюарт и Джанел Тейлър
- Heart and Soul (1998) – с Барбара Делински и Линда Хауърд
- Legacies of Love Collection (1999) – с Хедър Греъм и Джейн Ан Кренц
- Shadows / Daddy in Demand (2001) – с Мюриъл Йенсен
- Stolen Memories (2001) – с Тес Геритсън и Джейн Ан Кренц
- Married in Spring (2001) – с Боби Хътчинсън и Сандра Мартон
- Slow Heat (2001) – с Лиза Джаксън и Джил Мари Ландис
- Unveiled (2002) – с Тес Геритсън и Аманда Стивънс
- Wrong Turn (2003) – с Джанис Кей Джонсън
- Tails of Love (2009) – с Кейт Ейнджъл, Даян Кастел, Ан Кристофър, Лори Фостър, Джеймс Марсия, Сара Маккарти, Дона Макмийнс, Патриша Сарджент и Сю-Елън Уелфондър